# Backaroma

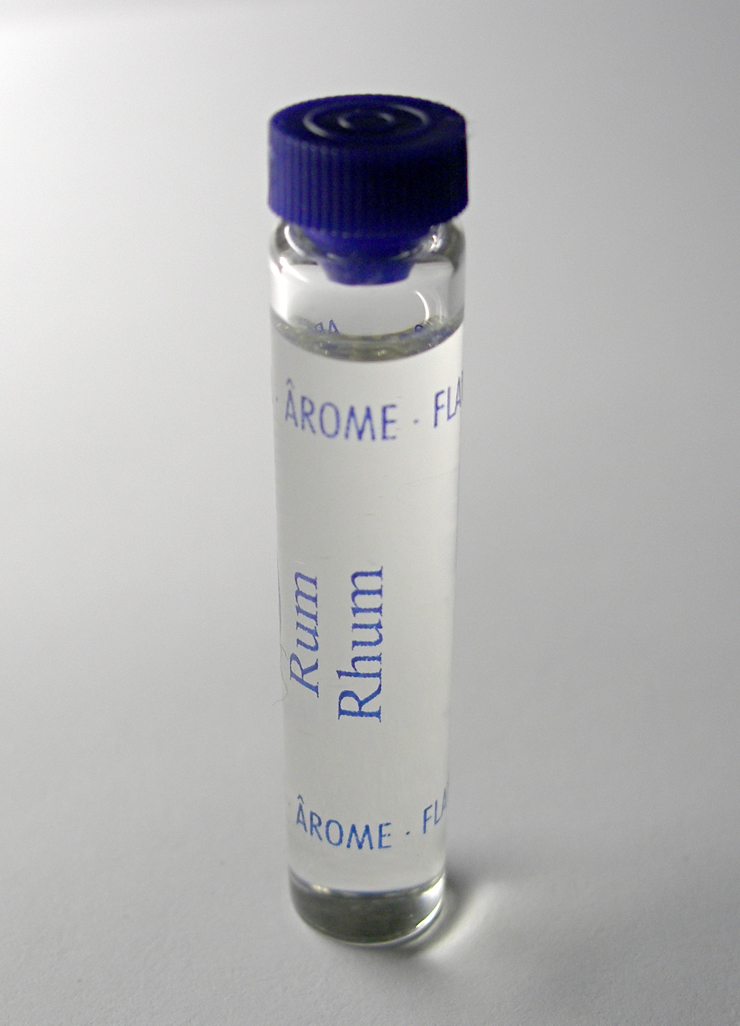
Ampulle mit Rumaroma

Backaromen, auch Backöle oder -essenzen genannt, sind eine industriell hergestellte Mischung aus natürlichen, naturidentischen oder künstlichen Aromastoffen in einer Lösung aus Wasser und Propylenglycol (seltener Alkohol), bei einigen Aromastoffen in Pflanzenöl. Sie dienen als Ersatz für aromatische Zutaten, deren Geruch und Geschmack sie imitieren, in Süßspeisen und Backwaren.
Backaromen sind sehr intensiv und werden im Haushalt in kleinsten Mengen, teils tropfenweise verwendet. Im Einzelhandel werden sie in kleinen, wiederverschließbaren Ampullen angeboten.
Die häufigsten Sorten sind:
- Bittermandelaroma aus etwa 20 % Benzaldehyd in Pflanzenöl. Es schmeckt und riecht intensiv marzipanartig. Anders als Bittermandeln enthält es keine Blausäure. Benzaldehyd ist in konsumierbaren Mengen gesundheitlich unbedenklich.
- Butteraroma aus Diacetyl und evtl. weiteren Aromen in einer Wasser-Propylenglycol-Mischung. Das Einatmen großer Mengen von Diacetyl steht im Verdacht, Atemwegserkrankungen verursachen zu können.
- Orangenaroma aus Orangenöl in Pflanzenöl. Orangenöl wird aus den Schalen von Orangen gewonnen. Der wichtigste im Orangenöl enthaltene Aromastoff ist Limonen.
- Rumaroma aus Carbonsäureestern (wie z. B. Ameisensäureethylester) und weiteren Aromen in einer Wasser-Propylenglycol-Mischung. Es enthält keinen Alkohol, hat aber einen „alkoholischen“, an braunen Rum erinnernden Geruch und Geschmack. Für „trockene“ Alkoholiker ist Rumaroma deshalb riskant.
- Arrakaroma ist dem Rumaroma ähnlich, erinnert in Geschmack und Geruch jedoch an Arrak.
- Vanillearoma aus Vanillin oder dem intensiver schmeckenden Ethylvanillin in einer Wasser-Propylenglycol-Mischung.
- Butter-Vanille-Aroma ist ein Backaroma, das als Kombination von Butter- und Vanillearoma angeboten wird.
- Zitronenaroma aus Zitronenöl in Pflanzenöl. Zitronenöl wird aus den Schalen von Zitronen gewonnen. Der wichtigste enthaltene Aromastoff ist Limonen.